# 小笠原嘉
小笠原 嘉（おがさわら ただし、1955年6月21日 - ）は、青森県八戸市出身の元競輪選手。1976年モントリオールオリンピック代表。日本競輪選手会青森支部に所属していた。新山将史（98期）、新山響平（107期）の伯父。

## 来歴
八戸電波工業高校（現・八戸工業大学第一高校）卒。
日本大学文理学部在籍中だった1976年、モントリオールオリンピック男子4000m団体追抜競走に同郷である小笠原義明、岡堀勉と組んで出場した。記録は4'37"03で14位（予選敗退）。
その後、日本競輪学校第44期生を経て、1979年10月27日、函館競輪場でデビューし5着。初勝利は同年同月28日の同場。
2002年8月13日選手登録削除。通算戦績1892戦186勝。
2021年6月11日、1年延期となっていた2020年東京オリンピック聖火リレーで聖火ランナーに選ばれ、地元の八戸市を走った。